# Aşk Kaç Beden Giyer?
Aşk Kaç Beden Giyer? — пятый студийный альбом турецко-бельгийской певицы Хадисе. Выпущен 12 апреля 2011 года Seyhan Müzik. Подготовка к релизу началась в 2010 году, Хадисе объявила, что планирует выпустить его к концу года. Однако из-за её разрыва со своим тогдашним парнем Синаном Акчилом в ноябре 2010 года и решения Акчила вернуть некоторые песни, которые он подготовил для альбома, дата его выпуска была отложена. Хадисе спродюсировала альбом и работала над этим проектом с Альпером Нарманом, Денизом Эртеном, Эрдемом Кинаем и Гюльшен.
Данс-поп-альбом Aşk Kaç Beden Giyer? стал темой многих дискуссий в таблоидах, поскольку многие считали, что в его текстах есть отсылки к отношениям Хадисе и Синана Акчила. Некоторые музыкальные критики сочли альбом обычным, но некоторые из них похвалили тот факт, что песни превосходят стандарты турецкой поп-музыки. Хадисе появилась на фотографиях для обложки альбома в платье с леопардовым принтом, некоторые критики сравнивали её внешность с Бейонсе.
Aşk Kaç Beden Giyer? занял 10-е место в списке бестселлеров D&R, и к концу 2011 года в Турции было продано 35 000 копий. Для продвижения альбома Хадисе давала концерты в разных местах Турции, а также исполняла свои песни на 38-й церемонии вручения наград «Золотая бабочка» и на Beyaz Show.

## Предыстория и выпуск
После представления Турции на конкурсе песни «Евровидение 2009» с песней «Düm Tek Tek», написанной Синаном Акчилом и занявшей четвёртое место в конкурсе, Хадисе в том же году выпустила альбомы Fast Life and Kahraman. Первый туркоязычный альбом Хадисе Kahraman был спродюсирован Синаном Акчилом, и вскоре после его выпуска в прессе появились сообщения о его отношениях с Хадисе. Пара рассталась в ноябре 2010 года, что привело к более длительному процессу подготовки альбома, поскольку Акчил забрал четыре песни, которые ранее написал для Хадисе.
Между тем, Хадисе сообщала различную информацию об альбоме в течение 2010 года. В марте в интервью PowerTürk TV она заявила, что подготовка альбома заняла больше времени, чем она ожидала, и что она планировала сначала выпустить макси-сингл. В другом июльском интервью журналу Elle она объявила, что альбом выйдет в октябре. В сентябре она подписала контракт с Seyhan Müzik и в то же время начала делиться текстами своей новой песни. В первые дни 2011 года стало известно, что песню для альбома написала Гюльшен.

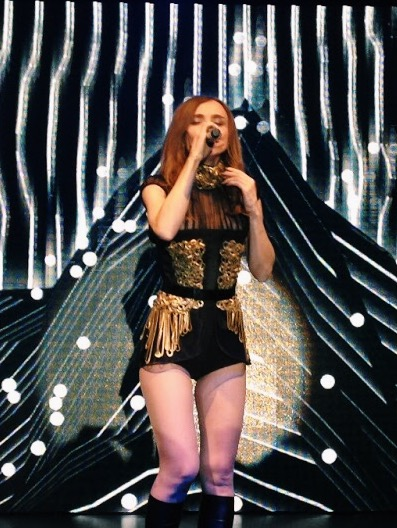
Гюльшен написала главный сингл альбома «Superman»

Помимо Гюльшен, по три песни для альбома написали Альпер Нарман и Дениз Эртен, Гёкхан Шахин написал две песни. Эрдем Кинай сочинил и аранжировал пять песен с альбома. Альбом спродюсировала сама Хадисе. Альбом частично записан в Турции, частично — в Бельгии. Всё микширование было выполнено в Антверпене Озаном Акташем на студии Trez Record Studios, а мастеринг звука сделан в Брюсселе в студии Electric City Аланом Уордом.
Пятый студийный альбом Хадисе Aşk Kaç Beden Giyer? был выпущен Seyhan Müzik 12 апреля 2011 года на цифровых платформах и в формате компакт-диска 14 апреля в Турции. Это был единственный альбом Хадисе на лейбле Seyhan Müzik. Альбом занял десятое место в списке бестселлеров D&R и, по данным MÜ-YAP, к концу года он был продан в Турции в количестве 35 000 физических копий, став двадцать восьмым самым продаваемым альбомом года.

## Критика
Aşk Kaç Beden Giyer? получил неоднозначные отзывы музыкальных критиков. Кому-то песни показались подходящими к стилю Хадисе, а кому-то они показались слишком обычными и посредственными. Онур Баштюрк из Hürriyet считает, что благодаря альбому Хадисе «дистанцировалась от своего стиля Евровидения и, наконец, нашла для себя несколько подходящих крутых песен», и заявил, что это «турецкий поп-альбом с самым динамичным и западным звучанием», которое он слушал за долгое время, приписав это качество Эрдему Кинаю. Критик Hayat Müzik Явуз Хакан Ток также опубликовал на веб-сайте обзор, в котором говорится, что альбом «совсем неплох, а несколько песен выходят за рамки стандартных для турецкой поп-музыки». Далее Ток сказал, что в целом альбом «подал сигналы о том, что Хадисе не может идти дальше, настаивая на том, чтобы быть „турецкой Бейонсе или Шакирой“». Толга Акылдыз из Milliyet, которому альбом певицы понравился, написал: «Альбом Хадисе — один из лучших поп-альбомов года».
Редактор Gerçek Pop Фатих Мелек счёл альбом посредственным, поставив ему 2,5/5. Он отметил, что «работы Киная на этом альбоме звучат не так хорошо, как его предыдущие работы», назвав это несчастьем для Хадисе. По мнению критика, дистанцирование Хадисе от R&B и смена ею жанра на танцевальную музыку стали плохим шагом для исполнительницы.

## Продвижение

### Живые выступления

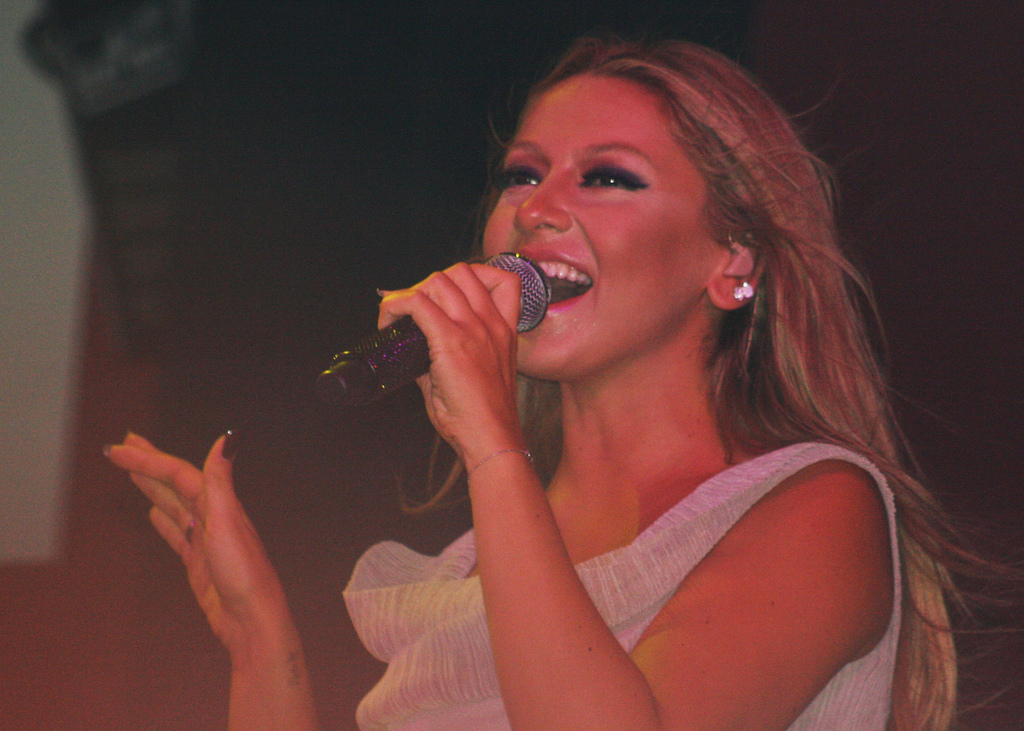
Хадисе выступает на концерте в октябре 2011 г.

Для продвижения альбома после его выпуска Хадисе дала концерт в Театре под открытым небом Джемиль Топузлу 8 июля 2011 года наряду с другими концертами в разных местах Турции. После этих концертов она участвовала в многочисленных телепрограммах, где исполняла песни с альбома. 29 апреля 2011 года певица появилась в Beyaz Show и спела «Aşk Kaç Beden Giyer?», «Burjuva», «Mesajımı Almıştır O» и «Superman». 4 ноября она вновь приняла участие в той же передаче, где бэнд шоу исполнил её песню «Aşk Kaç Beden Giyer?» как тюркю. 13 июня она выступила на 38-й церемонии вручения премии «Золотая бабочка», исполнив песни «Aşk Kaç Beden Giyer?», «Melek» и «Superman» в сопровождении своих танцоров. 31 декабря в новогодней программе Show TV она исполнила песни «Aşk Kaç Beden Giyer?», «Mesajımı Almıştır O» и «Superman».

### Музыкальные видео
На три песни с альбома Aşk Kaç Beden Giyer? были сняты музыкальные клипы. Видеоклип на главный сингл альбома «Superman» был выпущен в апреле 2011 года. Режиссёром видео выступил Нихат Одабаши. Однако позднее стало известно, что между Одабаши и Хадисе возникли финансовые разногласия. Согласно Milliyet, стоимость клипа первоначально оценивалась в 50 000 турецких лир, но после того, как съёмки закончились, Одабаши потребовал дополнительную сумму в 12 000 турецких лир с учётом налогов, что привело к напряжённости между сторонами.
Второй видеоклип был выпущен в октябре на песню «Aşk Kaç Beden Giyer?». Его сняла старшая сестра Хадисе Хюлья Ачикгёз. Режиссёром последнего музыкального видео на песню «Mesajımı Almıştır O» также стала Ачикгёз. Клип вышел в марте 2012 года.

## Список композиций
| №                   | Название               | Автор(ы)            | Композитор(ы)                | Длительность |
| ------------------- | ---------------------- | ------------------- | ---------------------------- | ------------ |
| 1.                  | «Burjuva»              | Alper Narman        | Erdem Kınay                  | 4:06         |
| 2.                  | «Mesajımı Almıştır O»  | Gökhan Şahin        | Erdem Kınay                  | 3:50         |
| 3.                  | «Aşk Kaç Beden Giyer?» | Deniz Erten         | Ender Gündüzlü · Deniz Erten | 3:20         |
| 4.                  | «Kalbine Yalan Bulma»  | Gökhan Şahin        | Erdem Kınay                  | 4:30         |
| 5.                  | «Melek»                | Deniz Erten         | Hadise · Youssef Chellak     | 4:01         |
| 6.                  | «Yetenek»              | Alper Narman        | Erdem Kınay                  | 3:34         |
| 7.                  | «Superman»             | Gülşen              | Gülşen                       | 3:39         |
| 8.                  | «Macera»               | Alper Narman        | Erdem Kınay                  | 3:09         |
| 9.                  | «Harakiri»             | Deniz Erten         | Ozan Doğulu                  | 3:38         |
| Общая длительность: | Общая длительность:    | Общая длительность: | Общая длительность:          | 33:47        |

## Чарты
| Чарт (2011)               | Наивысшая позиция |
| ------------------------- | ----------------- |
| Турция (D&R Best-Selling) | 10                |

## Продажи
| Страна          | Продажи |
| --------------- | ------- |
| Турция (MÜ-YAP) | 35000   |

## История выпусков
| Страна | Дата              | Формат            | Лейбл        | Прим.  |
| ------ | ----------------- | ----------------- | ------------ | ------ |
| Турция | 12 апреля 2011 г. | Цифровая загрузка | Seyhan Müzik | [ 10 ] |
| Мир    | 12 апреля 2011 г. | Цифровая загрузка | Seyhan Müzik | [ 11 ] |
| Турция | 14 апреля 2011 г. | CD                | Seyhan Müzik | [ 12 ] |